# كريستوفر ويليام بانتينغ
كريستوفر ويليام بانتينغ هو سياسي كندي، ولد في 1 سبتمبر 1837، وتوفي في 14 يناير 1896 في تورونتو في كندا. نشط حزبياً في حزب كندا المحافظ. وقد انتخب عضو مجلس العموم الكندي.